# Andrew Shue

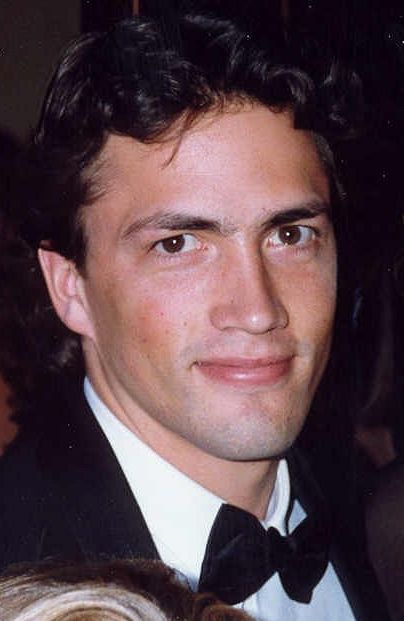
Andrew Shue bei den Emmy Awards 1993

Andrew Eppley Shue (* 20. Februar 1967 in Wilmington, Delaware) ist ein US-amerikanischer Schauspieler.
Bekannt wurde Shue durch die Rolle des Billy Campbell in der Fernsehserie Melrose Place, die er von 1992 bis 1998 verkörperte.

## Leben und Karriere
Andrew Shues Eltern sind die Bankerin Anne Brewster, geb. Wells, und der Rechtsanwalt und Politiker James W. Shue. Shue ist der jüngere Bruder der Schauspielerin Elisabeth Shue. Er besuchte die Columbia High School in Maplewood im US-Bundesstaat New Jersey und schloss 1989 sein Studium am Dartmouth College mit einem Bachelor of Arts in Geschichte ab.
Sein Schauspieldebüt gab er 1984 als Statist in Karate Kid. Weitere Statisten- und Nebenrollen spielte er in  Cocktail (1988), American Shaolin (1991) und in einer Folge der Fernsehserie Wunderbare Jahre (1992). Berühmt wurde Shue schließlich 1992 durch seine Rolle als Billy Campbell in der von Aaron Spelling und Darren Star produzierten Fernsehserie Melrose Place, einem Ableger von Beverly Hills 90210. 1997 spielte Shue eine Nebenrolle in Francis Ford Coppolas Film Der Regenmacher. Nach seinem Ausstieg bei Melrose Place im Jahr 1998 wandte er sich für mehrere Jahre von der Schauspielerei ab. Erst im Jahr 2007 trat er für den Film Gracie wieder vor die Kamera und fungierte zudem als Produzent.
Er war von 1994 bis 2008 mit Jennifer Hageney verheiratet. Von 2010 bis März 2023 war er mit der Moderatorin Amy Robach verheiratet. Er ist Vater von drei Söhnen.

## Filmografie
- 1984: Karate Kid
- 1988: Cocktail
- 1991: American Shaolin
- 1992: Wunderbare Jahre (The Wonder Years, Fernsehserie)
- 1992–1998: Melrose Place (Fernsehserie)
- 1997: Der Regenmacher (The Rainmaker)
- 2007: Gracie